# Miaux
Miaux (echte naam Mia Prce, Sarajevo 1982) is een experimentele toetseniste en pianiste. Prce's beide ouders zijn kunstschilders. Toen ze 7 jaar oud was verhuisde het gezin naar Antwerpen. 
Miaux bracht twee albums uit met muziek die werd gecomponeerd op een Casio-synthesizer.

## Discografie
- 2014 Dive (Ultra Eczema)[4]
- 2016 Hideaway (Ultra Eczema)[5]